# Pamphilius albopictus
Pamphilius albopictus är en stekelart som först beskrevs av Thomson 1871.  Pamphilius albopictus ingår i släktet Pamphilius, och familjen spinnarsteklar. Enligt den finländska rödlistan är arten nära hotad i Finland. Arten är reproducerande i Sverige. Artens livsmiljö är friska och lundartade moar.